# Cheilanthes cooperae
Cheilanthes cooperae là một loài dương xỉ trong họ Pteridaceae. Loài này được D.C. Eaton mô tả khoa học đầu tiên năm 1875.